# Nagasarete Airantou
Nagasarete Airantou (яп. ながされて藍蘭島 Нагасарэтэ Айранто:, Унесённый на остров Айран) — японская манга, автором которой является Такэси Фудзисиро. Начала впервые публиковаться в журнале Gangan Powered в январе 2002 года издательством Square Enix, но с 2009 года стала выпускаться в журнале Monthly Shōnen Gangan на данный момент выпущено 24 тома манги. Через несколько лет после начала выпуска манги были выпущены несколько CD драм, основанные на манге. Аниме-адаптация, выпущенная студией Feel транслировалась в Японии по телеканалу TV Tokyo с 4 апреля по 26 сентября 2007 года. Всего выпущено 26 серий аниме.

## Сюжет
Во время мощного шторма, Икуто Тохоин упал за борт корабля. Казалось, что у парня нету шансов выжить, но течение забрасывает его на таинственный остров Айран, которого не существует ни на каких картах. Там Икуто встречает местное племя, потомков японских мореплавателей XVIII века, которые жили в изоляции несколько сотен лет и знают об окружающем мире лишь по вещам, которые заносятся по течению. Ну и главная особенность племени в том, что оно полностью состоит из женщин и молодых девушек. Когда Икуто попадает на остров, он становится единственным представителем мужского пола, и теперь огромная орда девушек пытается заполучить сердце Икуто, чтобы дать новую надежду продолжению родного клана. Парню же придётся поначалу защищаться от девушек, а также адаптироваться под новый уклад жизни, который радикально отличается от современной Японии.

## Список персонажей
Икуто Тохоин (яп. 東方院 行人 То:хо:ин Икуто) — главный герой истории. В начале он сбежал от своего отца, который всю жизнь упрекал Икуто в бездарности и слабости, и парень решил доказать свою самостоятельность. После шторма он попадает на остров Айран, где обитают только девушки. Сначала Икуто было очень сложно приспособиться к жизни на острове и работе, так как флора и фауна на острове сильно отличается от остального мира. Парень стал жить в одном доме с Судзу решением старейшины деревни. Очень стесняется голых девушек и при виде их, у Икуто начинается сильное носовое кровотечение. Однако девушки не стесняются обнажаться перед ним, так как в своей жизни никогда не имели контактов с мужчинами. Икуто не верит в мистику даже, когда видит ёкаев и духов, продолжает отрицать их природу, хотя верит в существовании НЛО. В частности долгое время Икуто называл каппу странной черепахой, а позже и инопланетянином, чем сильно разозлил его.
Сэйю: Хиро Симоно
Судзу (яп. すず Судзу) — главная героиня истории. Девушка из деревни, которая первая заметила Икуто на берегу острова. Начинает жить вместе с ним в одном доме. Она долгое время не понимала, почему при виде голой Судзу у Икуто начинается кровотечение. Очень доброжелательная и немного легкомысленная, очень сильно боится духов. Обожает мамэ дайфуку, она также очень хорошо играет в сёги, однако очень слаба в математике и терпеть не может школу, так, когда на острове построили школу, она в отличие от всех, долгое время отказывалась ходить в неё. Хорошо владеет дзю-дзюцу и тренировалась у хозяина западного сектора острова. Сначала была не против того, чтобы Икуто симпатизировал всем девушкам Айрана, но позже действительно влюбляется в него и начинает ревновать.
Сэйю: Юи Хориэ
Аянэ (яп. あやね Аянэ) — соперница Судзу, которая всё время караулит главных героев и в удобный момент пытается напасть на Судзу, но всегда терпит поражение. Влюбляется в Икуто и всё время стремится привлечь его к себе. Несмотря на свой вид, ей уже 16 лет. Она начинающая мико и страшно боится своей старшей сестры Мати, которая любит над ней издеваться, заставлять выполнять задания, убираться и готовить в доме. Очень любит острую пищу. В манге показывается, что несмотря на пылкий нрав, Аяне обладает чистым сердцем и ей удаются заключить контракт с духом — редиской.
Сэйю: Саэко Тиба
Мати (яп. まち Мати) — старшая сестра Аянэ, ей 18 лет, хотя она выглядит значительно младше её. Очень опытная Мико и может призывать сикигами или использовать магию. Также обладает прирождённым талантом к ремеслу. Несмотря на свою безобидную внешность, она настоящая садистка и всё время издевается над сестрой, причиняя ей боль с помощью куклы вуду и очень любит смотреть на страдание сестры, таким способом она принуждает её заниматься уборкой и готовкой, и сама не умеет готовить. Также всегда прибегает к самых экстремальным методам решения проблемы. По утверждению других, у Мати неуравновешенная психика и в припадке ярости она способна убить «обидчика». Страдает комплексом из-за того, что ещё не имела ни с кем отношений и входит в ярость, когда Аянэ называет её старой девой. Влюбляется в Икуто и тоже пытается переманить его на свою сторону обещая быть верной женой.
Сэйю: Микако Такахаси
Рин (яп. りん Рин) — самая сильная девушка в деревне, обладает мальчишеским характером, но тоже сильно влюбляется в Икуто. Она очень добрая, весёлая и целеустремлённая. Её семья — ремесленники и занимаются строительством зданий и домашней утвари, в том числе в семью входят животные. Сама же Рин хорошо строит здания, однако очень плохо делает вещи. Её семья всё время давит на Рин, чтобы та поскорее вышла замуж за Икуто. Рин же называет парня — «муженьком». При встрече с Икуто сильно смущается и теряет дар речи. У Рин есть младшая сестра, которая сильно её любит и ревнует, когда Икуто общается с Рин.
Сэйю: Рёко Сираиси
Тикагэ (яп. ちかげ Тикагэ) — самая умная из всех девушек деревни. Она носит очки и располагает глубокими знаниями в области математики, физики и культуры. Собирает вещи из внешнего мира, в том числе журналы, книги, технику, одежду и прочее, и поэтому многое знает о внешнем мире. Она всё время следит за Икуто, чтобы при удобной ситуации изучить его анатомию тела. Тикагэ живёт в большом особняке европейского образца. Как и Мати никогда не занимается уборкой и готовкой дома, чем занимается Панамэ и порой ругает Тикагэ за устроенный беспорядок. Иногда появляется в современном косплее (одежды, вынесенные на берег). Позже основала школу на острове, где стала главным преподавателем.
Сэйю: Сидзука Ито
Юкино (яп. ゆきの Юкино) — самая молодая девушка на острове, ей 11 лет. Хотя она считает себя полноценной женщиной, достойной сердца Икуто. Хорошо общается с животными и перемещается на большой медведице по имени Кума Кума. Обращается к себе с третьего лица. Несмотря на свой возраст, Юкино очень хорошо бегает и может соревноваться с другими девушками. В манге показано, что в будущем Юкино вырастет красивой девушкой с пышной грудью.
Сэйю: Сидзука Хасэгава
Мэй Мэй (яп. 梅梅 (メイメイ) Мэй Мэй) — прибыла из внешнего мира, из дальнего востока. Она работала в цирке, и еле сводила концы с концами. Когда то давно освободила из заточения каппу и тот начал сопровождать её везде. Мэй очень застенчивая и боится входить в контакт с незнакомцами, общаясь посредством картинок. Она также боится гулять на улице при видя людей и поэтому надевает на себя костюм животного или дерева, утверждая, что в нём чувствует себя более уверенной. Обладает отличными акробатическими навыками и большой гибкостью, когда на острове построили школу, Мэй Мэй получала самые лучшие оценки. Из-за травматического прошлого, сильно боится полиции, даже если это лишь косплей.
Сэйю: Хитоми Набатамэ
Митиру (яп. みちる Митиру) — появляется только в манге, она потомок Обабы и молодая девушка, на половину Ёкай. Её мать была Юки-онной и поэтому Митиру тяжело переносит тепло и практически всегда остаётся дома. Из-за этого она редко общается с остальными и многие путают её имя. Митиру любит Икуто и заявила, что была первой, кто встретил и влюбился в Икуто.

## Список серий аниме
|    |                                                                                                 |                   |  |  |
| 01 | Drifted to Paradise?! «Нагасарэтэ, тэнгоку (парадайсу)» (ながされて、天国 (パラダイス))         | 4 апреля, 2007    |  |  |
| 02 | Being Chased After, Bridegroom «Оикакэрарэтэ, муко-доно» (追いかけられて、婿殿)                 | 11 апреля, 2007   |  |  |
| 03 | Be Useful, Freeloader «Якудаттэ, исо:ро:» (役立って、居侯)                                      | 18 апреля, 2007   |  |  |
| 04 | Run and Escape, Oneesama «Нигэтэ но гарэтэ, онэ:-сама» (にげてのがれて、お姉様)                 | 25 апреля, 2007   |  |  |
| 04 | Be Surprised, Evil Spirit «Одороитэ, акурё:» (おどろいて、悪霊)                                 | 25 апреля, 2007   |  |  |
| 05 | Search, Kuma Kuma «Сагаситэ, Кума Кума» (さがして、くまくま)                                    | 2 мая, 2007       |  |  |
| 06 | The Hot Spring is Warm «Аттакакутэ, онсэн» (あったかくて、温泉)                                 | 9 мая, 2007       |  |  |
| 07 | Nyan is My Master «Няндатэ, осисё:-сама» (にゃんだて、お師匠様)                                 | 16 мая, 2007      |  |  |
| 07 | I Want to Look at the Sakura «Mitakutte, Sakura» (見たくって、さくら)                           | 16 мая, 2007      |  |  |
| 08 | Invited by the Observer «Манэкарэтэ, кансацуся» (招かれて、観察者)                              | 23 мая, 2007      |  |  |
| 09 | I Want to Charm the Successor «Мисэтакутэ, атотори» (魅せたくて、跡取り)                        | 30 мая, 2007      |  |  |
| 10 | The Rain is My Friend! «Амэ даттэ, томодати!» (雨だって、友だち!)                               | 6 июня, 2007      |  |  |
| 11 | Taking Ice to Ease the Fever «Хяккокутэ, ко:ритори» (ひゃっこくて、氷とり)                      | 13 июня, 2007     |  |  |
| 12 | It is Delicious, Bride Training «Оисикутэ, ханаёмэ сюгё:» (おいしくて、花嫁修行)                | 20 июня, 2007     |  |  |
| 13 | I Want to Meet You, Ikuto «Аитакутэ, икуто» (会いたくて、行人)                                  | 27 июня, 2007     |  |  |
| 14 | The Embarrassed, Costumed Animal Character «Хадзукасикутэ, кигуруми» (はずかしくて、着ぐるみ)   | 4 июля, 2007      |  |  |
| 15 | Trying to Improve, Mei Mei «Наоситакуттэ, Мэй Мэй» (直したくって、梅梅)                         | 11 июля, 2007     |  |  |
| 16 | Let's Get the Territory Back, Leader «Катитоттэ, О: но дза» (勝ち取って、王の座)                | 18 июля, 2007     |  |  |
| 17 | Changing, Magic «Торикаэтэ, махо:» (とりかえて、魔法)                                           | 25 июля, 2007     |  |  |
| 18 | Let's Have A Match, Ninja «Тэавасэситэ, ниндзя» (手合わせして、忍者)                            | 1 августа, 2007   |  |  |
| 19 | Wrapped in Mystery, Detective (Part One) «Надзомэитэ, тантэй (дзэмпэн)» (謎めいて、探偵 (前編)) | 8 августа, 2007   |  |  |
| 20 | Wrapped in Mystery, Detective (Part Two) «Надзомэитэ, тантэй (ко:хэн)» (謎めいて、探偵 (後編))  | 15 августа, 2007  |  |  |
| 21 | Being Deceived, Ponpoko «Бакасарэтэ, помпоко» (化かされて、ポンポコ)                            | 22 августа, 2007  |  |  |
| 22 | Being Discovered, Blue Bird «Мицукэтакуттэ, аоитори» (見つけたくって、青い鳥)                   | 19 августа, 2007  |  |  |
| 23 | Bring Me Along, Elementary School «Цурэтэиттэ, тэракоя» (つれていって、寺子屋)                  | 5 сентября, 2007  |  |  |
| 24 | Drifted Away, Message Bottle «Нагарэцуитэ, биндзумэ» (流れついて、瓶詰)                         | 12 сентября, 2007 |  |  |
| 25 | Being Forged, Petty One «Китаэтэ, хэнатёко» (鍛えて、へなちょこ)                                | 19 сентября, 2007 |  |  |
| 26 | Springing Out, Airan Island «Тобидаситэ, Айранто:» (飛び出して、藍蘭島)                         | 26 сентября, 2007 |  |  |

## CD драма
На основе манги были выпущено 2 CD драмы:
- Comic CD Collection 30 Nagasarete Airantou часть 1 ISBN 4-7575-1154-X, дата выхода: 20 февраля 2004 года.
- Comic CD Collection 32 Nagasarete Airantou часть 2 ISBN 4-7575-1380-1, дата выхода: 10 февраля 2005 года.

## Романы
На основе сюжета манги было создано 2 романа, автором которых является Сёго Мукай, а иллюстратором Кэн Фудзию. Первый роман вышел в продажу 20 ноября 2004 года, а второй 22 марта 2007 года.

## Аниме
Аниме, основанное на сюжете манги транслировалось по телеканалу TV Tokyo с 4 апреля по 26 сентября 2007 года, всего выпущено 26 серий аниме. Режиссёр — Хидэки Окамото, а автор сценария Мамико Икэда. В аниме используется 4 музыкальные темы: 1 открытие и 3 концовки:
Открытие
- Days исполняет: Юи Хориэ

Концовка
- Say Cheese исполняет: Юи Хориэ (1-12 и 26 серии)
- Pu~! исполняет: Акэно Ватанабэ 13 серия)
- Койсуру Тэнкицу (яп. 恋する天気図) исполняет: Юи Хориэ (14-25 серии)

## Критика
Представители сайта Anime News Network отметили, что в сериале нет ничего примечательного для этти-гаремника: молодого и беззащитного юношу мучают красивые девушки и чтобы завоевать его сердце, устраивая перетягивание каната или погони, фактически весь юмор сконцентрирован именно на этом, порой даже больно смотреть на главного мягкотелого героя, который буквально подвергается пыткам со стороны представительниц прекрасного пола.